# Julia Bruns
Julia Bruns (Pseudonym Clara Bernardi; * 1975 in Thüringen) ist eine deutsche Politikwissenschaftlerin und Schriftstellerin. Sie schreibt Kriminalromane.

## Leben
Julia Bruns studierte Politikwissenschaft, Soziologie und Psychologie an der Friedrich-Schiller-Universität Jena und promovierte im Fachbereich Politikwissenschaft. Sie arbeitete als Redenschreiberin und in der Öffentlichkeitsarbeit.
Seit 2015 schreibt sie Regionalkrimis, die in ihrer Heimat Thüringen angesiedelt sind, die sogenannte Thüringen-Kommissare-Serie. Darin ermitteln die Kommissare Bernsen und Kohlschuetter in fiktiven Kriminalfällen, die an tatsächlichen Schauplätzen stattfinden und reale Ereignisse aufgreifen.
2019 veröffentlichte Bruns ihren ersten Krimi, der außerhalb Thüringens spielt. Der Handlungsort von Eiskalte Ostsee ist das Seebad Sellin auf der Insel Rügen. Im gleichen Jahr erschien ihr erster Krimi unter dem Pseudonym Clara Bernardi. In Requiem am Comer See ermittelt Commissario Giulia Cesare an den Küstenorten des Comer Sees in Italien.
Julia Bruns lebt in Thüringen.

## Werke (Auswahl)
Thüringen-Krimis
- Zwei Bier und ein Mord. Emons Verlag, Köln 2015, ISBN 978-3-95451-500-4.
- Im Schatten der Heidecksburg. Emons Verlag, Köln 2016, ISBN 978-3-95451-801-2.
- Äpfel und Dirnen. Emons Verlag, Köln 2017, ISBN 978-3-7408-0043-7.
- Thüringer Teufelswerk. Emons Verlag, Köln 2018, ISBN 978-3-7408-0282-0.
- Thüringentod. Emons Verlag, Köln 2019, ISBN 978-3-7408-0500-5.
- Letzter Ausstieg Thüringen. Emons Verlag, Köln 2020, ISBN 978-3-7408-0773-3.

Ostsee-Krimis
- Eiskalte Ostsee. Emons Verlag, Köln 2019, ISBN 978-3-7408-0612-5.
- Ostseeglut. Emons Verlag, Köln 2021, ISBN 978-3-7408-1111-2.
- Ostseenächte. Emons Verlag, Köln 2024, ISBN 978-3-7408-1394-9.

Amalfi-Krimis
- Schwarze Zitronen.  Oktopus, Zürich 2021, ISBN 978-3-311-30021-2.
- Sommersturm. Oktopus, Zürich 2023, ISBN 978-3-311-30043-4.

Adventskrimi
- Die Rache der Weihnachtsgurke. dtv Verlag, München 2020, ISBN 978-3423218467.[9]
- Der Weihnachtsgurkenfluch. dtv Verlag, München 2021, ISBN 978-3-423-21972-3.

Seniorenkrimis
- Die Langeweile stirbt zuletzt. dtv, München 2022, ISBN 978-3-423-22000-2.
- Tote brauchen keinen Strandkorb. dtv, München 2023, ISBN 978-3-423-21860-3.

Comer-See-Krimis (unter Clara Bernardi)
- Requiem am Comer See. Ein Fall für Giulia Cesare. DuMont Verlag, Köln 2019, ISBN 978-3-8321-6474-4.
- Letzte Klappe am Comer See. Ein Fall für Giulia Cesare. DuMont Verlag, Köln 2020, ISBN 978-3-8321-6523-9.
- Schwarze Brillanten am Comer See. Ein Fall für Giulia Cesare. DuMont Verlag, Köln 2021, ISBN 978-3-8321-6572-7.